# Saab B5
Le Saab B5 est un monomoteur d'attaque au sol Northrop A-17 construit sous licence par les Suédois ASJA puis Saab, de 1938 à 1941.
Le prototype arriva en pièces détachées par bateau en Suède le 22 avril 1938. Il s'agissait d'un Northrop A-17 à train fixe (numéro de série 378), équipé d'un moteur Bristol Pegasus XII de 875 ch similaire au Bristol Mercury demandé par les Suédois.  Cette version d'évaluation fut désignée B5A sous le numéro 7001 et assemblée à la base militaire de Malmen par CVM, près de Malmslätt ; « B » signifiant bombardier, « A » indiquant la version de motorisation, ici la première qui correspond au Bristol Pegasus. Un second exemplaire parvint le 8 août 1938 sous le numéro de série 410, il fut assemblé à Linköping par ASJA et reçu la désignation B5B sous le numéro 7002.
Satisfait de ces versions, le suédois ASJA assembla sous licence 63 autres appareils jusqu'en 1940, en les dotant de moteurs Bristol Mercury XXIV de 920 ch assemblés sous licence par l'industriel SFA. Une cinquantaine d'ingénieurs américains furent engagés pour la transition technologique jusqu'en mars 1940. Puis ASJA se fondit dans le groupe Saab, qui prit en charge la licence et assembla 38 appareils sous la désignation B5C.
Tous les avions recevaient un train fixe pour permettre l'équipement de skis en hiver. Contrairement à leur cousin américain, leur verrière était voûtée et l'antenne située juste à l'avant, entre le moteur et le cockpit. Ils furent de plus renforcés pour effectuer des bombardements en piqué. Biplaces d'origine, leur équipage se composait d'un pilote et d'un mitrailleur de queue.
Ces appareils équipaient les flottilles F4 d'Östersund et F12 de Kalmar jusqu'en 1944, date à laquelle ils furent remplacés par des Saab 17. Certains poursuivirent cependant leur carrière comme cible d'entraînement.

## Versions
- B5A

Prototype assemblé par CVM, numéroté 7001, équipé d'un Bristol Pegasus XII de 875 ch.
- B5B

Version animée du Bristol Mercury XXIV de 920 ch, moteur produit en coopération sous licence par SFA et le Polonais NOHAB. Assemblé sous licence par ASJA en 64 exemplaires, du numéro 7002 à 7065. Six d'entre eux reçurent des doubles commandes.
- B5C

Version produite par Saab en 38 exemplaires, du numéro 7066 à 7103. Elle se différenciait par une soute à bombe de conception différente, et par un moteur Nohab Bristol Mercury XXIV plus puissant de 980 ch.
- B5D

Variante destinée à tracter des cibles d'entraînement.